# Illusion (Renaissance)
Illusion in het tweede studioalbum van de Britse muziekgroep Renaissance. Het muziekalbum vormt een curieus geval binnen de popmuziek.

## Geschiedenis
Renaissance was aan het toeren voor de promotie van hun debuutalbum Renaissance en tegelijkertijd moest er een opvolger komen voor dat album. De band trok daarop de Olympia Studios in Londen in onder leiding van producent Paul Samwell-Smith. Keith Relf en Jim McCarty waren gedesillusioneerd door met name de concerten. Zij hadden een Yardbirds historie achter zich en de gemiddelde concertbezoeker dacht veel van hun muziek te horen; dat bleek niet het geval. Zij namen nog wel deel aan het begin van de opnamen, maar trokken zich later terug in eerste instantie alleen de concerten maar later ook uit de band. McCarty verlaat de band als eerst, mede door zijn vliegangst. Ze hebben nog wel een tweetal liederen geschreven met een schrijfster, die later meedeelde in de successen van de band: Betty Thatcher-Newsinger. Het album moest af en dus trommelde John Hawken een aantal maatjes op met wie hij eerder had gespeeld in The Nashville Teens. Zij spelen mee op Mr. Fine. De laatste track van het album laat dan weer de oorspronkelijke band horen, minus Hawken. Op het volgende album Prologue is geen van de oorspronkelijke leden meer te horen. Leider Relf en Louis Cennamo richtten Armageddon op en tijdelijk muzikant Michael Dunford neemt Renaissance verder op sleeptouw, maar verdween snel weer naar de achtergrond toen de nieuwe band op poten stond; hij richtte zich op schrijven en produceren.

## Musici
voor alle tracks behalve Mr Pine en Past Orbit:
- Keith Relf – gitaar, zang (vertrok naar Armageddon en verongelukte in 1976)
- Jim McCarty – slagwerk en zang (trok zich terug, maar bleef voor de band componeren, kwam terug via Illusion en Stairway)
- John Hawken – toetsinstrumenten (vertrok naar Spooky Tooth, Strawbs en Illusion)
- Louis Cennamo – basgitaar (vertrok naar Armageddon, later naar Stairway)
- Jane Relf – percussie, zang (een niet geslaagde solocarrière, kwam terug in Illusion en Stairway)

## Past Orbits
- zie boven met Don Shin (voorheen werkzaam bij James Taylor waar ook Cennamo meespeelde) in plaats van Hawken

### Mr. Pine
- John Hawken
- Jane Relf
- Michael Dunford – gitaar, zang (ex-Nashville Teens)
- Terry Crowe – zang (ex-Nashville Teens)
- Neil Corner – basgitaar (ex-Nashville Teens en New Vaudeville)
- Terry Slade – slagwerk (ex The Untamed)

## Composities
1. "Love Goes On" (K.Relf) - 2:51
2. "Golden Thread" (J.McCarty/K.Relf) - 8:15
3. "Love Is All" (J.McCarty/B.Thatcher) - 3:40
4. "Mr. Pine" (M.Dunford) - 7:00
5. "Face Of Yesterday" (J.McCarty) - 6:06
6. "Past Orbits Of Dust" (J.McCarty/K.Relf/B.Thatcher) - 14:39

## Verder
- Het oorspronkelijke album verscheen in eerste instantie alleen in Duitsland, pas veel later volgde de rest van de wereld, tot 1976 aan toe;
- de hoes is in de loop der jaren aangepast;
- de eerste compact discversie verscheen op Line Records uit Hamburg dat even later failliet ging
- Binky Cullom verving Jane Relf, maar komt op geen enkel album van de band voor
- Hawken leidde John Tout op;
- Illusion is de naam van de band, die na de dood van Keith Relf werd opgericht, met de oorspronkelijke leden van Renaissance.

Studio: Renaissance (1969) · Illusion (1971) · Prologue (1972) · Ashes Are Burning (1973) · Turn of the Cards (1974) · Scheherazade and other stories (1975) · Novella (1977) · A Song for All Seasons (1978) · In the Beginning (1978) · Azure d'Or (1979) · Camera Camera (1981) · Time-Line (1983) · Tuscany (2000) · The Mystic and The Muse (ep) (2010) · Grandine il Vento (2012)
Annie Haslams Renaissance: Blessing in Disguise  (1994)
Michael Dunford's Renaissance: The Other Woman  (1994) · Ocean Gypsy (1997)
Live: Live at Carnegie Hall (1976) · Renaissance Live at the Royal Albert Hall (1977) · BBC Sessions (1999) · Day of the Dreamer (2000) · Renaissance Unplugged (2000) · In the Land of the Rising Sun (2002) · Dreams and Omens (2008) · Renaissance DeLane Lea Studios 1973 (2015) · A symphonic journey (2018)
Compilatie: Tales of 1001 Nights (Parts 1 and 2) (1990) · Da Capo (1995) · Songs from Renaissance Days (1997) · Live & Direct (2002)